# Rhacochilus
Genre
Rhacochilus est un genre de poissons téléostéens (Teleostei) de la famille des Embiotocidae.

## Liste des espèces
Selon FishBase (8 fev. 2016) et World Register of Marine Species (8 fev. 2016) :
- Rhacochilus toxotes Agassiz, 1854
- Rhacochilus vacca (Girard, 1855)